# آيت علي اوعلي (لكدادرة)
آيت علي اوعلي هو دُوَّار يقع بجماعة لكدادرة، إقليم الصويرة، جهة مراكش آسفي في المملكة المغربية. ينتمي الدوّار لمشيخة لكدادرة التي تضم 15 دوار. يقدر عدد سكانه بـ 369 نسمة حسب الإحصاء الرسمي للسكان والسكنى لسنة 2004.

## وصلات خارجية
- البوابة الوطنية للجماعات الترابية
- المندوبية السامية للتخطيط